# Epidendrum cardenasii
Epidendrum cardenasii är en orkidéart som beskrevs av Eric Hágsater. Epidendrum cardenasii ingår i släktet Epidendrum och familjen orkidéer.
Artens utbredningsområde är Bolivia. Inga underarter finns listade i Catalogue of Life.